# Rosières (Oise)
 Rosières  es una población y comuna francesa, en la región de Picardía, departamento de Oise, en el distrito de Senlis y cantón de Nanteuil-le-Haudouin.

## Demografía
| 132 | 107 | 107 | 118 | 112 | 130 |
| Para los censos de 1962 a 1999 la población legal corresponde a la población sin duplicidades (Fuente: INSEE [Consultar]) |     |     |     |     |     |